# Зимние виды спорта (монеты)
Памятные монеты Центрального банка Российской Федерации, посвящённые олимпийским зимним видам спорта.

## Серия: «Спорт»

### Зимние виды спорта
Серия «Зимние виды спорта», выпускавшаяся в 2009—2010 годах, состоит из 15 монет номиналом 200 рублей, отчеканенных из золота 999-й пробы. В серии представлены следующие виды спорта: биатлон, бобслей, горнолыжный спорт, кёрлинг, конькобежный спорт, лыжное двоеборье, лыжные гонки, прыжки на лыжах с трамплина, санный спорт, скелетон, сноуборд, фигурное катание, фристайл, хоккей с шайбой и шорт-трек.
| Изображение | Описание | Примечание |
| ----------- | --- | --- |
| СПМД ММД    | В центре — эмблема Банка России (двуглавый орёл с опущенными крыльями, под ним — надпись полукругом «БАНК РОССИИ»), обрамленная кругом из точек и надписями по кругу — вверху: «ДВЕСТИ РУБЛЕЙ», внизу: слева — обозначения драгоценного металла и пробы сплава, в центре — дата выпуска «2009 г.», справа — содержание химически чистого металла и товарный знак монетного двора. | Единый аверс для всех монет данной серии 2009 года (с точностью до значка монетного двора, соответственно). - Оформление гурта: 252 рифления. - Художник реверса: А. Д. Щаблыкин. - Скульптор: компьютерное моделирование.                                                                                                 |
| СПМД ММД    | В центре — эмблема Банка России (двуглавый орёл с опущенными крыльями, под ним — надпись полукругом «БАНК РОССИИ»), обрамленная кругом из точек и надписями по кругу — вверху: «ДВЕСТИ РУБЛЕЙ», внизу: слева — обозначения драгоценного металла и пробы сплава, в центре — дата выпуска «2010 г.», справа — содержание химически чистого металла и товарный знак монетного двора. | Единый аверс для всех монет данной серии 2010 года (с точностью до значка монетного двора, соответственно). - Оформление гурта: 252 рифления. - Художник реверса: А. Д. Щаблыкин. - Скульптор: компьютерное моделирование.                                                                                                 |
|             | Биатлон На матовой поверхности диска — два биатлониста на фоне стилизованного изображения снежинок. | - Дата выпуска: 1 октября 2009 года - Каталожный номер: 5219-0014 - Чеканка: Санкт-Петербургский монетный двор (СПМД). Биатлон — зимний олимпийский вид спорта, сочетающий лыжную гонку со стрельбой из винтовки. |
|             | Бобслей На матовой поверхности диска — изображение двух бобслеистов на ледовой трассе на фоне стилизованного изображения снежинок. | - Дата выпуска: 1 сентября 2010 года - Каталожный номер: 5219-0025 - Чеканка: Московский монетный двор (ММД) Бобслей — зимний олимпийский вид спорта, представляющий собой скоростной спуск с гор по специально оборудованным ледовым трассам на управляемых санях — бобах.                                                |
|             | Горнолыжный спорт На матовой поверхности диска — изображение горнолыжника на фоне стилизованного изображения снежинок. | - Дата выпуска: 1 октября 2010 года - Каталожный номер: 5219-0026 - Чеканка: Московский монетный двор (ММД). Горнолыжный спорт — спуск с гор на специальных лыжах. Вид спорта, а также популярный вид активного отдыха. |
|             | Кёрлинг На матовой поверхности диска — изображение спортсмена в момент броска кёрлингового камня на фоне стилизованного изображения снежинок. | - Дата выпуска: 1 июля 2010 года - Каталожный номер: 5219-0023 - Чеканка: Московский монетный двор (ММД). Кёрлинг — командная спортивная игра на ледяной площадке. Участники двух команд поочерёдно пускают по льду специальные тяжёлые гранитные снаряды («камни») в сторону размеченной на льду мишени.                  |
|             | Конькобежный спорт На матовой поверхности диска — конькобежец на дистанции на фоне стилизованного изображения снежинок. | - Дата выпуска: 1 июля 2009 года - Каталожный номер: 5219-0011 - Чеканка: Санкт-Петербургский монетный двор (СПМД). Конькобежный спорт — вид спорта, в котором необходимо как можно быстрее преодолевать определённую дистанцию на ледовом стадионе по замкнутому кругу.                                                   |
|             | Лыжное двоеборье На матовой поверхности диска — изображение двух спортсменов — бегущего по трассе и прыгающего с трамплина на фоне стилизованного изображения снежинок. | - Дата выпуска: 4 мая 2010 года - Каталожный номер: 5219-0021 - Чеканка: Московский монетный двор (ММД). Лыжное двоеборье — олимпийский вид спорта. Включает в себя прыжки с 90-метрового трамплина и лыжную гонку на 15 км свободным стилем.                                                                              |
|             | Лыжные гонки На матовой поверхности диска — изображение двух лыжников на фоне стилизованного изображения снежинок. | - Дата выпуска: 1 февраля 2010 года - Каталожный номер: 5219-0018 - Чеканка: Санкт-Петербургский монетный двор (СПМД). Лыжные гонки — гонки на лыжах на определённую дистанцию по специально подготовленной трассе. |
|             | Прыжки с трамплина На матовой поверхности диска — прыгающий с трамплина лыжник на фоне стилизованного изображения снежинок. | - Дата выпуска: 3 августа 2009 года - Каталожный номер: 5219-0012 - Чеканка: Московский монетный двор (ММД). Прыжки с трамплина — вид спорта, включающий прыжки на лыжах со специально оборудованных трамплинов. |
|             | Санный спорт На матовой поверхности диска — саночник на трассе на фоне стилизованного изображения снежинок. | - Дата выпуска: 25 сентября 2009 года - Каталожный номер: 5219-0013 - Чеканка: Санкт-Петербургский монетный двор (СПМД). Санный спорт — соревнования в скоростном спуске на одноместных или двухместных санях по заранее подготовленной трассе.                                                                            |
|             | Скелетон На матовой поверхности диска — изображение спортсмена, лежащего на санях, на фоне стилизованного изображения снежинок. | - Дата выпуска: 1 апреля 2010 года - Каталожный номер: 5219-0020 - Чеканка: Санкт-Петербургский монетный двор (СПМД). Скелетон — зимний олимпийский вид спорта, представляющий собой спуск по ледяному жёлобу на двухполозьевых санях на укреплённой раме, победитель которого определяется по сумме двух заездов.         |
|             | Сноуборд На матовой поверхности диска — изображение сноубордиста в момент прыжка на фоне стилизованного изображения снежинок. | - Дата выпуска: 2 августа 2010 года - Каталожный номер: 5219-0024 - Чеканка: Санкт-Петербургский монетный двор (СПМД). Сноуборд — зимний олимпийский вид спорта, представляющий собой скоростной спуск с заснеженных склонов и гор.                                                                                        |
|             | Фигурное катание На матовой поверхности диска — изображение фигуристки на фоне стилизованного изображения снежинок. | - Дата выпуска: 2 ноября 2009 года - Каталожный номер: 5219-0015 - Чеканка: Санкт-Петербургский монетный двор (СПМД). Фигурное катание — зимний вид спорта, в котором спортсмены перемещаются на коньках по льду с выполнением дополнительных элементов, чаще всего под музыку.                                            |
|             | Фристайл На матовой поверхности диска — изображение спортсмена, выполняющего сальто, на фоне стилизованного изображения снежинок. | - Дата выпуска: 1 июня 2010 года - Каталожный номер: 5219-0022 - Чеканка: Санкт-Петербургский монетный двор (СПМД). Фристайл — зимний олимпийский вид спорта. В состав фристайла входят лыжная акробатика, ски-кросс, могул и ньюскул.                                                                                     |
|             | Хоккей с шайбой На матовой поверхности диска — изображение хоккеиста на фоне стилизованного изображения снежинок. | - Дата выпуска: 11 января 2010 года - Каталожный номер: 5219-0017 - Чеканка: Московский монетный двор (ММД). Хоккей с шайбой — спортивная игра, заключающаяся в противоборстве двух команд, которые, передавая шайбу клюшками, стремятся забросить её наибольшее количество раз в ворота соперника и не пропустить в свои. |
|             | Шорт-трек На матовой поверхности диска — изображение двух конькобежцев на ледовой дорожке на фоне стилизованного изображения снежинок. | - Дата выпуска: 1 марта 2010 года - Каталожный номер: 5219-0019 - Чеканка: Московский монетный двор (ММД). Шорт-трек — бег на коньках по укороченной дорожке, которая, как правило, размечена на хоккейной площадке. |

| Номинал    | Качество | Металл, проба   | Масса общая, г | Содержание химически чистого металла не менее, г | Диаметр, мм   | Толщина, мм  | Тираж, шт.          |
| ---------- | -------- | --------------- | -------------- | ------------------------------------------------ | ------------- | ------------ | ------------------- |
| 200 рублей | пруф     | золото 999/1000 | 31,37 (±0,23)  | 31,10                                            | 33,00 (±0,30) | 2,80 (±0,30) | 500 (каждой монеты) |